# راجاسور
راجاسور (نام علمی: Rajasaurus) نام یک گونه از کلاد ددپایان است.